# Aegocera media
Aegocera media là một loài bướm đêm trong họ Noctuidae.